# Apollonia 6
Apollonia 6 fue un trío estadounidense de R&B y pop, proveniente de Mineápolis, Minnesota. Permaneció activo entre 1983 y 1985 y publicó un álbum homónimo en 1984.

## Historia
El trío fue conformado en 1983 por Prince, tras la salida de la cantante Vanity Matthews de la agrupación Vanity 6. Apollonia Kotero reemplazó a esta última para completar, junto a Brenda Bennett y Susan Moonsie el trío Apollonia 6. En 1984 publicaron el sencillo «Sex Shooter», el cual hizo parte del álbum homónimo de la agrupación.
Gracias a la buena acogida que tuvo el filme Purple Rain, protagonizado por Prince y por Kotero, el sencillo logró abrirse camino en algunas listas de éxitos. El trío se disolvió un año después; Kotero inició una carrera en solitario, mientras que Bennett y Moonsie se retiraron de la industria musical.

## Discografía

### Álbumes de estudio
- Apollonia 6 (1984)

### Sencillos
| Título           | Lanzamiento | Posición máxima en listas | Posición máxima en listas | Posición máxima en listas | Posición máxima en listas | Posición máxima en listas | Álbum       |
| Título           | Lanzamiento | EE. UU.                   | EE. UU. Dance             | EE. UU. R&B               | HOL                       | BEL                       | Álbum       |
| ---------------- | ----------- | ------------------------- | ------------------------- | ------------------------- | ------------------------- | ------------------------- | ----------- |
| "Sex Shooter"    | 1984        | 85                        | 32                        | 19                        | 16                        | 15                        | Apollonia 6 |
| "Blue Limousine" | 1984        | —                         | —                         | 19                        | —                         | —                         | Apollonia 6 |